# Stadio Cicero
Lo Stadio Cicero è un impianto sportivo di Asmara.
Fu creato, dopo il 1938, da Francesco Cicero, imprenditore di Martina Franca, per farvi giocare la sua squadra, diventata dopo la guerra Gruppo Sportivo Asmara; alla fine della seconda guerra mondiale Cicero donò il campo alla Croce Rossa per non farlo confiscare dagli inglesi.
Fu inaugurato nel 1939 e rinnovato nel 1959 ed è utilizzato per il calcio e l'atletica. Ha una capienza di ventimila posti.
Ospita la squadra nazionale di calcio dell'Eritrea e le partite del Red Sea FC, squadra vincitrice di più titoli nazionali.
Ha ospitato la Coppa delle Nazioni africane del 1968; nel 2005 lo stadio ha ricevuto un campo in erba sintetica di terza generazione della FIFA.